# Paul Jessup

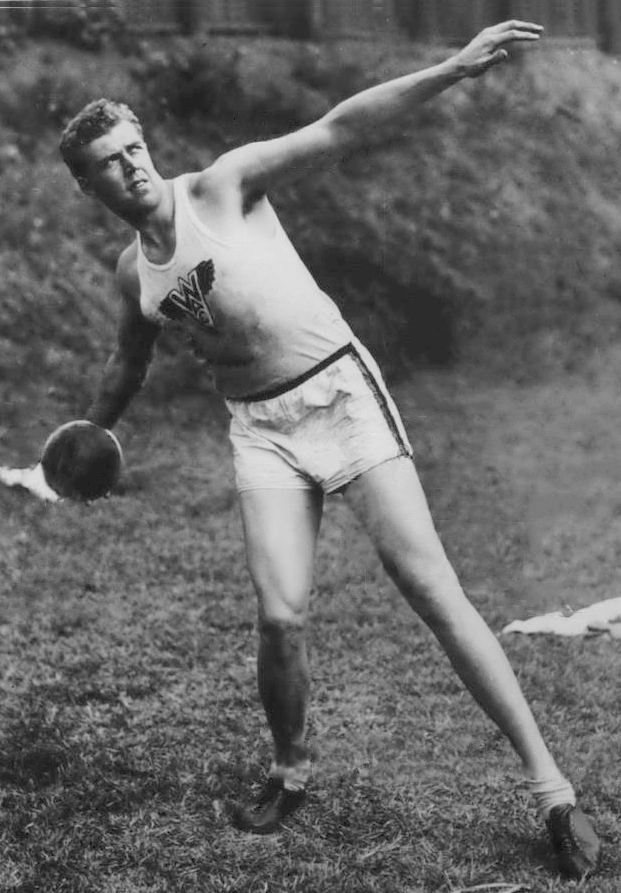
Paul Jessup, 1930

Paul Jessup (Paul Boulet Jessup; * 23. September 1908 in Bellingham, Washington; † 27. Oktober 1992 in Palm Beach) war ein US-amerikanischer Diskuswerfer.
1930 wurde er mit dem Weltrekordwurf von 51,73 m US-Meister. 1931 verteidigte er seinen Titel, und 1932 qualifizierte er sich als US-Vizemeister für die Olympischen Spiele in Los Angeles, bei denen er Achter wurde.
Für die University of Washington startend wurde er 1930 NCAA-Meister.

## Persönliche Bestleistungen
- Kugelstoßen: 15,44 m, 26. April 1930, Palo Alto
- Diskuswurf: 51,73 m, 23. August 1930, Pittsburgh